# 共和世代
共和世代是一支美国摇滚乐队，於2003年在美國科羅拉多州科羅拉多泉成立。2007年由提姆巴蘭混音製作的首張單曲——《道歉》（Apologize），在《公告牌》排行榜Top 5停留了五週，並晉升至亞軍的位置。在2007年底發行了首張專輯——《勇敢夢》，在美國也已賣出金唱片的成績，2016在環球音樂旗下Interscope廠牌發行最新專輯《Oh My My》。目前乐队名称没有官方中文译名，較廣泛的翻譯為共和世代、一體共和。

## 樂團歷史

### 樂團組成（2000年至2006年）
2000年，瑞恩（Ryan）在納什維爾參加當地的電視詞曲創作比賽，贏得冠軍而搶下一紙唱片合約，並因此被音樂製作人提姆巴蘭發掘，讓萊恩作他的學徒。萊恩辭掉了工作，賣掉車子，買了錄音設備加入「提姆巴蘭大學附設101製作公司」，從此遊走於邁阿密到洛杉磯的錄音室，學習各式的錄音製作技巧。瑞恩因此成為獨當一面的製作人，並化名為Alias。後來更因為與保羅·奧肯福德合作而被葛萊美獎提名。
2002年時，瑞恩和在芝加哥當模特兒的查克（Zach）再次聯絡，並說服查克遷到洛杉磯，跟萊恩一起組樂團。九個月後，樂團與哥倫比亞唱片簽了合約，並找了鼓手艾迪·費舍尔（Eddie Fisher）、吉他手德魯·布朗（Drew Brown）及貝斯手提姆·梅爾斯（Tim Myers），組成共和時代（OneRepublic）。
他們用了兩年半在錄音室錄了一隻專輯（由 《Sleep》作第一隻單曲）。2006年時，就在專輯發行前，哥倫比亞唱片跟他們解約。樂團因此音樂放上Myspace音樂網站就轟動了網路世界，也使得他們成為該網站非常受歡迎的未簽約團體，讓他們一時成為站上最出名的樂團。很快地，唱片公司又來敲門了，其中也包括提姆巴蘭與他的莫斯利音樂集團（Mosley Music Group）。
提姆巴蘭是最清楚萊恩的才華以及共和世代潛力的人，所以當他將共和世代帶進莫斯利音樂集團，成為旗下第一組搖滾樂團，並擔任首張專輯《勇敢夢》的執行製作時，一切都變得再完美不過了。2007年初，他們在Myspace網站的點閱率超過了兩千兩百萬次，也從2006年就佔據該網站最受歡迎排行榜就此盤踞不下。在2007年，電吉他手－提姆·梅爾斯離開了樂團，由身兼大提琴手及電貝斯手布倫特·庫澤（Brent Kutzle）代替，為樂團帶來大轉變。

### 2007年至2008年
2007年秋天提姆巴蘭將《道歉》這首由樂團主音萊恩作曲及填詞的單曲重新混音過（該版本與原版都收錄在《勇敢夢》當中）並收錄在他的三次白金（出售量多於三百萬）專輯《超級驚選》（Timbaland Presents: Shock Value）中， 全球售出五百萬多張，造成大轟動。在2007年11月《道歉》成為在英置單曲排行榜上排第三。另外在美國成為電台最高播放率的歌，一星期約有10,331次。另外，《道歉》的高播放率的位置維持了5個月後，這個紀錄被同是樂團主唱所寫及製作的《Bleeding Love》打破。
2007年11月20日，他們的首張專輯《勇敢夢》在美國發售。在2008年初，此專輯世界性地發售。五天內，他們的專輯出售量達到822,458張，國際總銷售量為1.7百萬張。他們的第2首單曲，《佇足凝視》 ，全球售出超過2百萬張。他們的第3首單曲《就要(我說的)》（Say (All I Need)），在英國及美國出售。在2008年9月，樂團推出了第4首單曲《慈悲天使》（Mercy）。
2007年8月，樂團在福斯廣播公司的節目，的現場獻唱 《道歉》(Apologise)。2008年時，樂團跟魔力紅及布藍迪·卡里爾（Brandi Carlile）一起巡迴演唱。 在2008年5月21日，樂團在美國偶像第七季的決賽，跟決賽者大衛·阿楚雷塔一起合唱《道歉》(Apologise)。在2008年6月25日，樂團在馬爾他參與了Isle MTV 2008的表演。在2008年8月，樂團在馬來西亞的2008年MTV亞洲大獎現場獻唱《道歉》及《佇足凝視》，同時藉著《道歉》(Apologise)與提姆巴蘭一起贏得了最具合作團體歌手獎（Best Hook Up Award）。

### 2009年至2012年
2008年9月24日，樂團在英國倫敦的一場演唱會中表示，他們正在錄新專輯，預計在2009年的夏季發售。樂團亦曾於不同演唱會演唱了新歌《正確行動》（All The Right Moves）。此外，樂團表示會在2009年的前半年，回到丹佛完成新專輯，而起初專輯的名字被誤以為是《今日》（Today）。
專輯的名字叫《甦醒》，在2009年11月17日正式發行。第一首單曲為《正確行動》，在9月29日正式全球發行；在德國及奧地利的第一首單曲為《秘密》（Secrets），在9月21日發行。在2010年初，《秘密》將會是第二首單曲進行全球發行。
專輯獲大量的好評語，大部分人都認為這專輯比《勇敢夢》更有活力，雖然有共和世代新的一面，但也有保留《勇敢夢》那種抒情緩慢的歌。專輯有11首歌，另外豪華版有多4首歌。
共和世代更與里歐娜合作一首歌，《失而復得》（Lost Then Found），收錄在里歐娜的第二張專輯《回音》裏。

### 2013年至2017年
2012年2月4日，共和世代通过推特宣布其第三张录音室专辑定于2012年秋季发行。8月，新单曲《再次心動》（Feel Again）发行。9月，乐队公布了专辑名称《原始天性》。之后专辑发行延迟到2013年3月。专辑得到乐评界大量好评，包括橫掃傳唱全球的主打《數星星》（Counting Stars）。2016年10月7日在環球音樂旗下發行第四張錄音室專輯《Oh My My》空降告示牌Billboard 200專輯榜季軍，拿下生涯最佳首週銷量，主打單曲（Wherever I Go）及（Kids）數位串流皆在全球達到破億點播次數，抒情歌曲（Let's Hurt Tonight）成為電影【最美的安排】主題曲。2017年7月展開與Honda全球合作巡迴-Honda Civic Tour OneRepublic。2017年9月17日首度在台北南港C3中信金融園區開唱。

### 2022年至今
2022年5月，隨著《捍衛戰士：獨行俠》上映 演唱當中插曲〈無憂無慮〉Youtube突破一億次點擊。
2023年3月5日，首度登上台北小巨蛋並演唱未公開曲目（RUNAWAY）。
2025年1月28日，首度登上中央广播电视总台春节联欢晚会，成为史上第一次参加该节目的国外乐队，並在武汉分会场演唱其经典曲目《Counting Stars》。

## 樂隊成員

### 現任成員
- 萊恩·泰德（Ryan Tedder）：主唱、吉他、電貝斯、鋼琴、鐘琴、爵士鼓（2002年至今）
- 查克·費爾金斯（Zach Filkins）：吉他、和聲、中提琴（2002年至今）
- 德魯·布朗（Drew Brown）：吉他、電貝斯、鐘琴、小提琴（2002年至今）
- 艾迪·費雪（Eddie Fisher）：爵士鼓、打擊樂器（2005年至今）
- 布倫特·庫澤（Brent Kutzle）：電貝斯、鍵盤樂器、大提琴、和聲（2007年至今）
- 布萊恩·維列特 (Brian Willett)：鍵盤樂器、合成器、打擊樂器、和聲（2012年至今）

### 已離開成員
- 傑羅·貝提斯（Jerrod Bettis）：爵士鼓（2002年至2005年）
- 提姆·梅爾斯（Tim Myers）：電貝斯（2004年至2007年）

## 作品

### 專輯
- 《勇敢夢》（Dreaming Out Loud，2007）
- 《甦醒》（Waking Up，2009）
- 《原始天性》（Native，2013）
- 《Oh My My》（Oh My My，2016）
- 《人類》（Human，2020）
- 《人造天堂》（Artificial Paradise，2024）

### 單曲
| 發行年份 | 名稱                        | 專輯                        |
| -------- | --------------------------- | --------------------------- |
| 2007年   | Apologize                   | Dreaming Out Loud           |
| 2008年   | Stop and Stare              | Dreaming Out Loud           |
| 2008年   | Say (All I Need)            | Dreaming Out Loud           |
| 2008年   | Mercy                       | Dreaming Out Loud           |
| 2009年   | Come Home (與莎拉·芭瑞黎絲) | Dreaming Out Loud           |
| 2009年   | All the Right Moves         | Waking Up                   |
| 2009年   | Secrets                     | Waking Up                   |
| 2010年   | Marchin On                  | Waking Up                   |
| 2010年   | Good Life                   | Waking Up                   |
| 2011年   | Christmas Without You       | -                           |
| 2012年   | Feel Again                  | Native                      |
| 2013年   | If I Lose Myself            | Native                      |
| 2013年   | Counting Stars              | Native                      |
| 2013年   | Something I Need            | Native                      |
| 2014年   | Love Runs Out               | Native                      |
| 2014年   | I Lived                     | Native                      |
| 2014年   | Ordinary Human              | The Giver: Music Collection |
| 2016年   | Wherever I GO               | Oh My My                    |
| 2016年   | Kids                        | Oh My My                    |
| 2016年   | Future Looks Good           | Oh My My                    |
| 2017年   | No Vacancy                  | -                           |
| 2017年   | Truth to Power              | -                           |
| 2017年   | Rich Love (與锡卜)          | -                           |
| 2018年   | Start Again (ft. Logic)     | -                           |
| 2018年   | Connection                  | -                           |
| 2019年   | Rescue Me                   | Human                       |
| 2019年   | Wanted                      | Human                       |
| 2020年   | Didn't I                    | Human                       |
| 2020年   | Better Days                 | Human                       |
| 2020年   | Wild Life                   | 《雲上情歌》原聲帶          |
| 2021年   | Run                         | Human                       |
| 2022年   | I Ain't Worried             | 《捍衛戰士：獨行俠》原聲帶  |
| 2023年   | Runaway                     | -                           |
| 2023年   | Mirage                      | 《刺客教條：幻象》主題曲    |
| 2024年   | Nobody                      | 《怪獸8號》S1片尾曲         |
| 2025年   | Beautiful Colors            | 《怪獸8號》S2片尾曲         |

## 巡迴演唱會
- Tag This Tour (2008–09)
- Good Life Tour (2010–12)
- Native Tour（英语：Native Summer Tour） (2013–2015)
- 16th Annual Honda Civic Tour (2017) [2017/9/17 台北南港C3中信金融園區]
- Never Ending Summer Tour (2022)
- OneRepublic Live in Concert (2022–2023) [2022/3/5 台北小巨蛋]
- The Artificial Paradise Tour (2024-2025) [2024/1/19 高雄巨蛋]

## 外部連結
- 官方網站 （页面存档备份，存于）
- 共和世代的instagram帳戶
- 共和世代的Facebook專頁 （页面存档备份，存于）
- MySpace的介紹 （页面存档备份，存于）
- 台灣官方部落格 （页面存档备份，存于）